# United Cup 2025

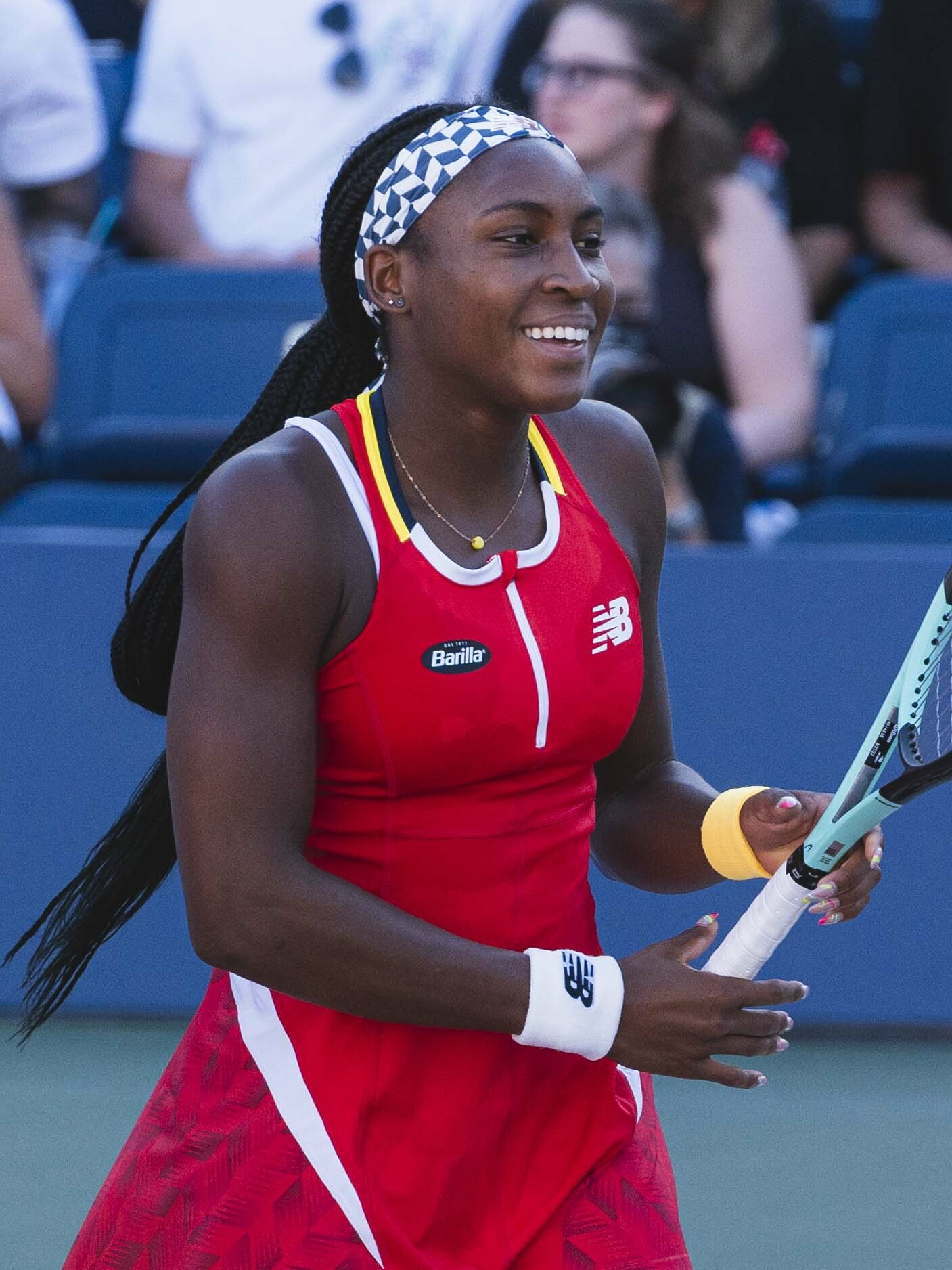
Coco Gauff, Teil des siegreichen Teams der USA. Blieb unbesiegt und erhielt insgesamt 836.950 US$ Preisgeld sowie 500 Punkte für die Weltrangliste.

Der United Cup 2025 war die dritte Ausgabe des United Cup, eines internationalen Tennisturniers für gemischtgeschlechtliche Mannschaften auf Hartplätzen im Freien, das von der Association of Tennis Professionals (ATP) und der Women’s Tennis Association (WTA) zusammen veranstaltet wurde. Als Auftakt für die ATP Tour 2025 und die WTA Tour 2025 wurde es vom 27. Dezember 2024 bis 5. Januar 2025 an zwei Austragungsorten in den australischen Städten Perth und Sydney ausgetragen.
Im Turnier wurden sowohl für ATP als auch für WTA Ranglistenpunkte vergeben. Ein Spieler konnte maximal 500 Punkte gewinnen, wobei die gewonnenen Punkte bei den Männern auch von der Weltranglistenposition des Gegners abhängig waren.

## Format
Beide Städte trugen das Turnier in drei Gruppen aus je drei Ländern im Round-Robin-Format aus. Jedes Spiel bestand aus einem Herren- und einem Damen-Einzel sowie einem gemischten Doppel.
Die sechs Gruppensieger und der beste Zweitplatzierte kamen ins Viertelfinale.

## Austragungsorte
Die Perth Arena (RAC Arena) in Perth und das Sydney Olympic Park Tennis Centre (Ken Rosewall Arena) in Sydney waren die Austragungsorte. In Sydney wurden an den letzten beiden Turniertagen die Halbfinals und das Finale ausgetragen. Die durchschnittliche Flugzeit für Direktflüge von Perth nach Sydney beträgt 4 Stunden und 15 Minuten. Die durchschnittliche Flugentfernung von Perth nach Sydney beträgt 3290 Kilometer.

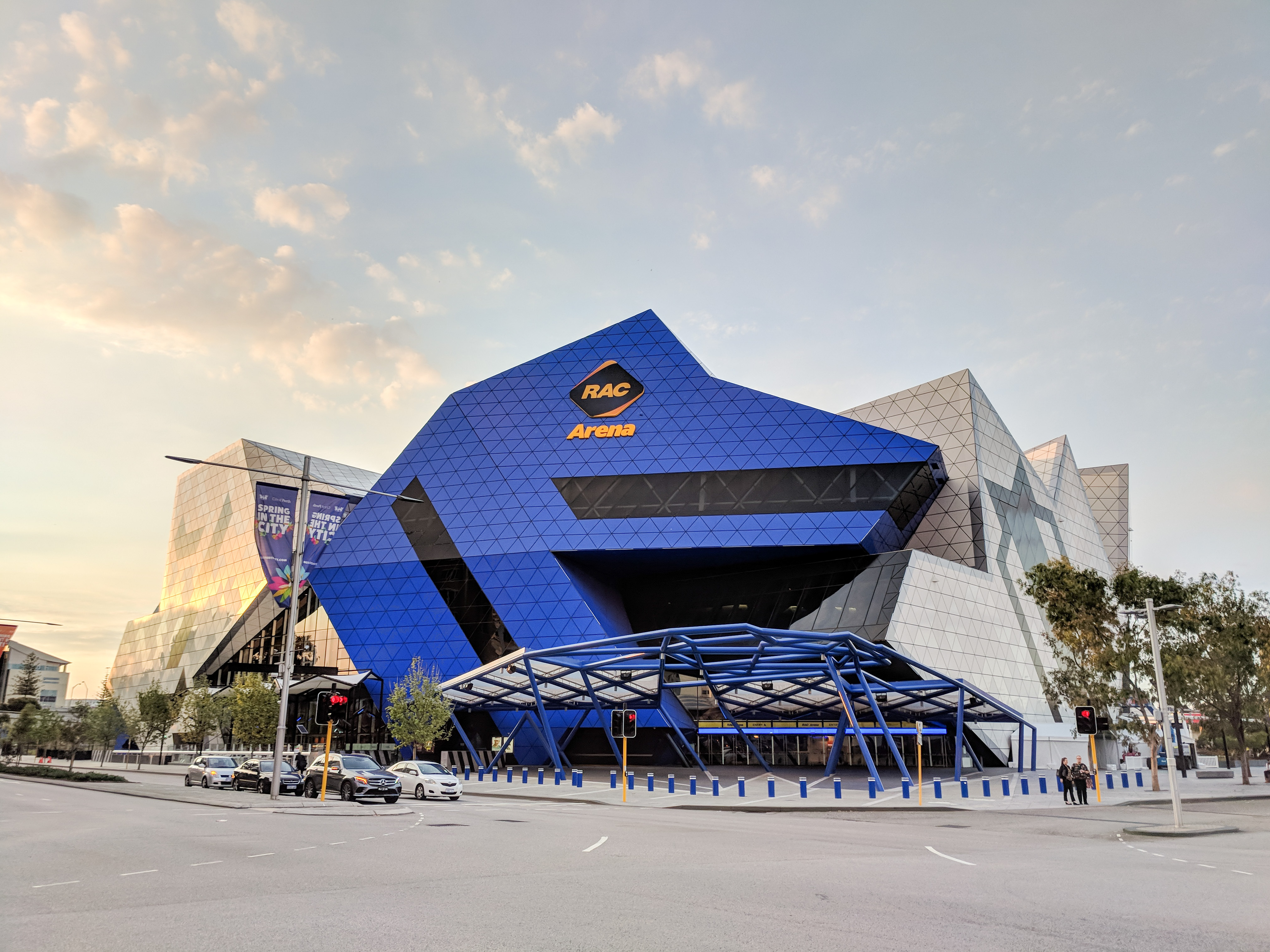
RAC Arena, Perth 15.500 Plätze
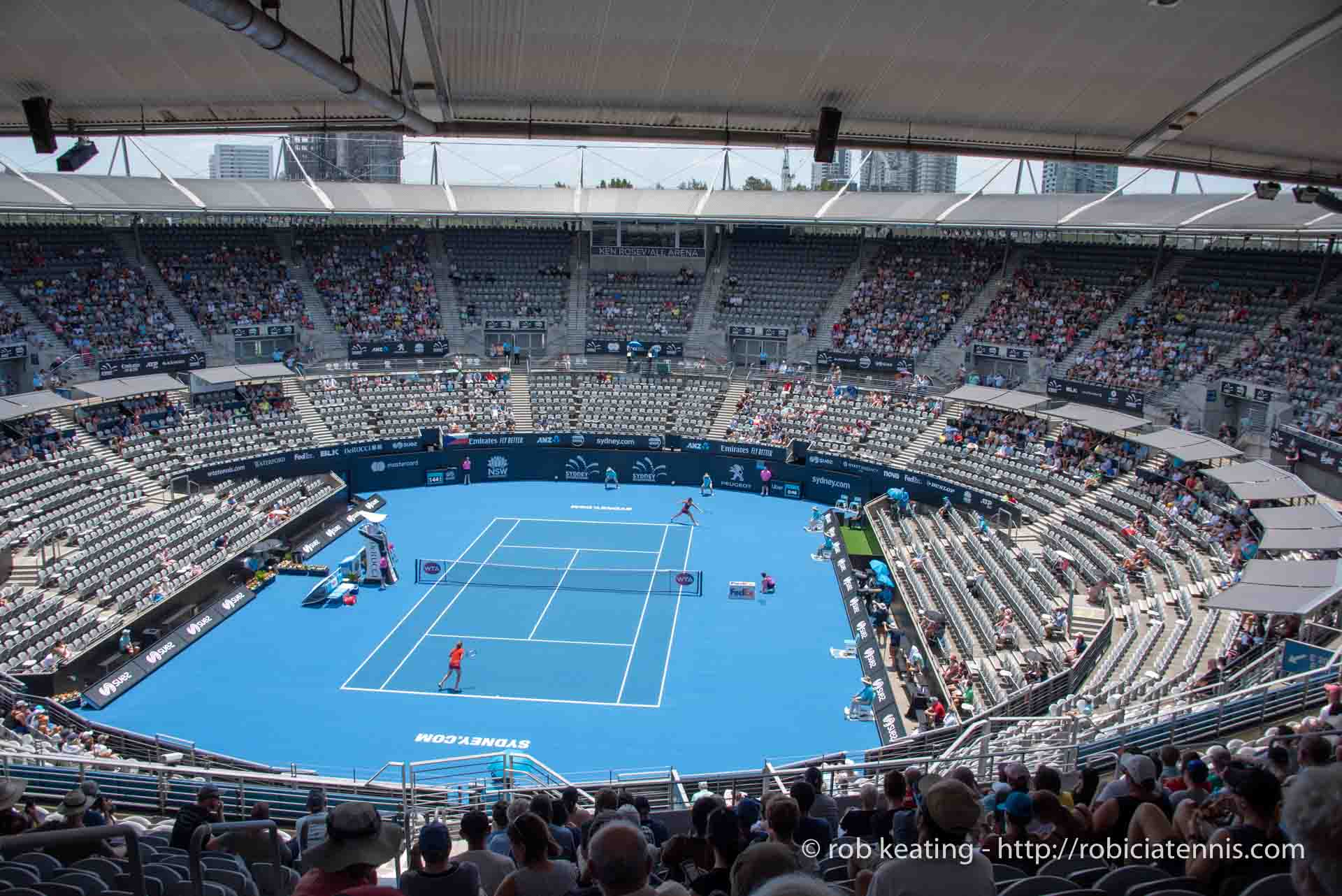
Ken Rosewall Arena, Sydney 10.500 Plätze

## Qualifikation
Grundlage
18 Länder qualifizierten sich wie folgt:
- Fünf Länder qualifizierten sich auf Grundlage des ATP-Rankings ihres bestplatzierten Einzelspielers.
- Fünf Länder qualifizierten sich auf Grundlage des WTA-Rankings ihrer bestplatzierten Einzelspielerin.
- Acht Länder qualifizierten sich auf Grundlage des kombinierten Rankings ihrer bestplatzierten ATP- und WTA-Spieler.
- Als Gastgeberland wurde Australien einer der Plätze garantiert, die für Teams mit dem besten kombinierten Ranking reserviert waren, falls es sich nicht selbst qualifiziert hätte.

Die Teams bestehen aus bis zu drei Spielern aus jeder Tour.
United Cup 2025
16 Länder qualifizierten sich auf Grundlage der ATP/WTA-Rangliste vom 14. Oktober 2024 und der Zusage der Spieler, an der Veranstaltung teilzunehmen. Die verbleibenden zwei Teams qualifizierten sich auf Grundlage der ATP/WTA-Rangliste vom 18. November 2024.
Die ersten 16 qualifizierten Länder, die besten 5 nach ATP-Rangliste, die besten 5 nach WTA-Rangliste sowie die besten 6 nach kombinierter Rangliste wurden am 18. Oktober 2024 bekannt gegeben. Die letzten 2 qualifizierten Länder, das 7. und 8. nach kombinierter Rangliste, wurden am 3. November 2024 bekannt gegeben.

## Weltranglistenpunkte
Es wurden jeweils maximal 500 Weltranglistenpunkte für WTA und ATP in folgender Verteilung vergeben:
| Runde         | Punkte pro Sieg gegen Gegner mit Ranking | Punkte pro Sieg gegen Gegner mit Ranking | Punkte pro Sieg gegen Gegner mit Ranking | Punkte pro Sieg gegen Gegner mit Ranking | Punkte pro Sieg gegen Gegner mit Ranking | Punkte pro Sieg gegen Gegner mit Ranking | Punkte pro Sieg gegen Gegner mit Ranking |
| Runde         | Nr. 1–10                                 | Nr. 11–20                                | Nr. 21–30                                | Nr. 31–50                                | Nr. 51–100                               | Nr. 101–250                              | Nr. 251+                                 |
| ------------- | ---------------------------------------- | ---------------------------------------- | ---------------------------------------- | ---------------------------------------- | ---------------------------------------- | ---------------------------------------- | ---------------------------------------- |
| Finale        | 180                                      | 140                                      | 120                                      | 90                                       | 60                                       | 40                                       | 35                                       |
| Halbfinale    | 130                                      | 105                                      | 090                                      | 60                                       | 40                                       | 35                                       | 25                                       |
| Städte-Finale | 080                                      | 065                                      | 055                                      | 40                                       | 35                                       | 25                                       | 20                                       |
| Gruppenphase  | 055                                      | 045                                      | 040                                      | 35                                       | 25                                       | 20                                       | 15                                       |

Gemäß WTA-Regeln erhielt die Siegerin bei fünf gewonnenen Begegnungen 500 Punkte, was für Coco Gauff zutraf. Bei 4 gewonnenen Begegnungen erhält die Spielerin 375 Punkte.

## Preisgeld
Der United Cup 2025 schüttete ein Gesamtpreisgeld von 11.170.000 US-Dollar aus, wovon je 5.585.000 US-Dollar auf Damen und Herren entfielen. Die Verteilung erfolgte in drei Komponenten: Antrittsgelder, Spielsiege und Teamsiege.
| Ranglistenplatz | Nummer 1  | Nummer 2  | Nummer 3 |
| --------------- | --------- | --------- | -------- |
| Nr. 1–10        | $ 230.000 | $ 210.000 | $ 33.000 |
| Nr. 11–20       | $ 115.000 | $ 105.000 | $ 33.000 |
| Nr. 21–30       | $ 069.000 | $ 052.500 | $ 33.000 |
| Nr. 31–50       | $ 046.000 | $ 031.500 | $ 16.500 |
| Nr. 51–100      | $ 034.500 | $ 021.000 | $ 16.500 |
| Nr. 101–250     | $ 028.750 | $ 015.750 | $ 07.500 |
| Nr. 251+        | $ 023.000 | $ 010.500 | $ 06.600 |

| Runde         | Nummer 1  | Mixed    |
| ------------- | --------- | -------- |
| Finale        | $ 280.250 | $ 52.800 |
| Halbfinale    | $ 147.500 | $ 27.650 |
| Viertelfinale | $ 077.600 | $ 14.550 |
| Gruppenphase  | $ 042.800 | $ 08.000 |

| Runde         | je Spieler |
| ------------- | ---------- |
| Finale        | $ 25.850   |
| Halbfinale    | $ 15.250   |
| Viertelfinale | $ 08.950   |
| Gruppenphase  | $ 05.600   |

## Gruppenphase

### Zurückgezogen
| Gesetzt | Nation         | Tour | Spieler      | Rang | Grund          |
| ------- | -------------- | ---- | ------------ | ---- | -------------- |
| 5       | China          | WTA  | Zheng Qinwen | 5    | Genesung       |
| 6       | Großbritannien | ATP  | Jack Draper  | 15   | Hüftverletzung |
| 10      | Frankreich     | WTA  | Diane Parry  | 63   | Verletzung     |

### Übersicht
|  | Qualifiziert für die K.o.-Runde |
|  | Ausgeschieden                   |

G = Gruppe, B = Bilanz, M = Matches, S = Sätze
| G | Sieger             | Sieger | Sieger | Sieger | Platz 2      | Platz 2 | Platz 2 | Platz 2 | Platz 3    | Platz 3 | Platz 3 | Platz 3 |
| G | Nation             | B      | M      | S      | Nation       | B       | M       | S       | Nation     | B       | M       | S       |
| - | ------------------ | ------ | ------ | ------ | ------------ | ------- | ------- | ------- | ---------- | ------- | ------- | ------- |
| A | Vereinigte Staaten | 2:0    | 5:1    | 11:2   | Kanada       | 1:1     | 3:3     | 7:7     | Kroatien   | 0:2     | 1:5     | 2:11    |
| B | Polen              | 2:0    | 4:2    | 9:5    | Tschechien   | 1:1     | 3:3     | 7:7     | Norwegen   | 0:2     | 2:4     | 5:9     |
| C | Kasachstan         | 2:0    | 5:1    | 10:4   | Griechenland | 1:1     | 2:4     | 5:10    | Spanien    | 0:2     | 2:4     | 7:8     |
| D | Italien            | 2:0    | 5:0    | 10:1   | Schweiz      | 1:1     | 2:4     | 4:8     | Frankreich | 0:2     | 1:4     | 3:8     |
| E | Deutschland        | 2:0    | 5:1    | 11:4   | China        | 1:1     | 4:2     | 9:6     | Brasilien  | 0:2     | 0:6     | 2:12    |
| F | Großbritannien     | 1:1    | 3:2    | 7:4    | Argentinien  | 1:1     | 3:3     | 6:7     | Australien | 1:1     | 2:3     | 4:6     |

### Gruppe A
Austragungsort: Perth
Teams
- USA: WTA: Coco Gauff, Danielle Collins, Desirae Krawczyk, ATP: Taylor Fritz, Denis Kudla, Robert Galloway (Kapitän: Michael Russell)
- Kanada: WTA: Leylah Fernandez, Stacey Fung, Ariana Arseneault, ATP: Félix Auger-Aliassime, Liam Draxl, Benjamin Sigouin (Kapitän: Félix Auger-Aliassime)
- Kroatien: WTA: Donna Vekić, Lucija Ćirić Bagarić, Petra Marčinko, ATP: Borna Ćorić, Luka Mikrut, Ivan Dodig (Kapitän: Iva Majoli)

| Pos. | Nation             | Bilanz | Matches | Sätze       | Spiele       |
| ---- | ------------------ | ------ | ------- | ----------- | ------------ |
| 1    | Vereinigte Staaten | 2:0    | 5:1     | 11:2 (85 %) | 76:49 (61 %) |
| 2    | Kanada             | 1:1    | 3:3     | 7:7 (50 %)  | 71:66 (52 %) |
| 3    | Kroatien           | 0:2    | 1:5     | 2:11 (15 %) | 42:74 (36 %) |

Kanada – Kroatien
| \| 2 1 \| Datum: 27. Dezember 2024 Austragungsort: Perth Belag: Hartplatz \| |                                                                 |               |
| Kanada                                                                       | Kroatien                                                        | Ergebnis      |
| Leylah Fernandez                                                             | Donna Vekić                                                     | 6:4, 6:3      |
| Félix Auger-Aliassime                                                        | Borna Ćorić                                                     | 6:0, 4:6, 4:6 |
| Leylah Fernandez Félix Auger-Aliassime                                       | Lucija Ćirić Bagarić Ivan Dodig                                 | 6:3, 6:4      |
| 2 1                                                                          | Datum: 27. Dezember 2024 Austragungsort: Perth Belag: Hartplatz |               |

USA – Kanada
| \| 2 1 \| Datum: 29. Dezember 2024 Austragungsort: Perth Belag: Hartplatz \| |                                                                 |               |
| Vereinigte Staaten                                                           | Kanada                                                          | Ergebnis      |
| Coco Gauff                                                                   | Leylah Fernandez                                                | 6:3, 6:2      |
| Taylor Fritz                                                                 | Félix Auger-Aliassime                                           | 6:4, 5:7, 3:6 |
| Coco Gauff Taylor Fritz                                                      | Leylah Fernandez Félix Auger-Aliassime                          | 7:62, 7:5     |
| 2 1                                                                          | Datum: 29. Dezember 2024 Austragungsort: Perth Belag: Hartplatz |               |

USA – Kroatien
| \| 3 0 \| Datum: 31. Dezember 2024 Austragungsort: Perth Belag: Hartplatz \| |                                                                 |          |
| Vereinigte Staaten                                                           | Kroatien                                                        | Ergebnis |
| Taylor Fritz                                                                 | Borna Ćorić                                                     | 6:3, 6:2 |
| Coco Gauff                                                                   | Donna Vekić                                                     | 6:4, 6:2 |
| Coco Gauff Taylor Fritz                                                      | Donna Vekić Ivan Dodig                                          | 6:2, 6:3 |
| 3 0                                                                          | Datum: 31. Dezember 2024 Austragungsort: Perth Belag: Hartplatz |          |

### Gruppe B
Austragungsort: Sydney
Teams
- Polen: WTA: Iga Świątek, Maja Chwalińska, Alicja Rosolska, ATP: Hubert Hurkacz, Kamil Majchrzak, Jan Zieliński (Kapitän: Mateusz Terczynski)
- Tschechien: WTA: Karolína Muchová, Gabriela Knutson, Vendula Valdmannová, ATP: Tomáš Macháč, Marek Gengel, Patrik Rikl (Kapitän: Daniel Vacek)
- Norwegen: WTA: Malene Helgø, Ulrikke Eikeri, ATP: Casper Ruud, Viktor Durasovic, (Kapitän: niemand)

| Pos. | Nation     | Bilanz | Matches | Sätze      | Spiele       |
| ---- | ---------- | ------ | ------- | ---------- | ------------ |
| 1    | Polen      | 2:0    | 4:2     | 9:5 (64 %) | 67:55 (55 %) |
| 2    | Tschechien | 1:1    | 3:3     | 7:7 (50 %) | 73:70 (51 %) |
| 3    | Norwegen   | 0:2    | 2:4     | 5:9 (36 %) | 52:68 (43 %) |

Tschechien – Norwegen
| \| 2 1 \| Datum: 29. Dezember 2024 Austragungsort: Sydney Belag: Hartplatz \| |                                                                  |                |
| Tschechien                                                                    | Norwegen                                                         | Ergebnis       |
| Karolína Muchová                                                              | Malene Helgø                                                     | 6:2, 6:2       |
| Tomáš Macháč                                                                  | Casper Ruud                                                      | 6:76, 7:5, 4:6 |
| Karolína Muchová Tomáš Macháč                                                 | Ulrikke Eikeri Viktor Durasovic                                  | 6:4, 6:4       |
| 2 1                                                                           | Datum: 29. Dezember 2024 Austragungsort: Sydney Belag: Hartplatz |                |

Polen – Norwegen
| \| 2 1 \| Datum: 30. Dezember 2024 Austragungsort: Sydney Belag: Hartplatz \| |                                                                  |                  |
| Polen                                                                         | Norwegen                                                         | Ergebnis         |
| Iga Świątek                                                                   | Malene Helgø                                                     | 6:1, 6:2         |
| Hubert Hurkacz                                                                | Casper Ruud                                                      | 5:7, 3:6         |
| Iga Świątek Jan Zieliński                                                     | Ulrikke Eikeri Casper Ruud                                       | 6:3, 0:6, [10:8] |
| 2 1                                                                           | Datum: 30. Dezember 2024 Austragungsort: Sydney Belag: Hartplatz |                  |

Polen – Tschechien
| \| 2 1 \| Datum: 1. Januar 2025 Austragungsort: Perth Belag: Hartplatz \| |                                                              |               |
| Polen                                                                     | Tschechien                                                   | Ergebnis      |
| Hubert Hurkacz                                                            | Tomáš Macháč                                                 | 5:7, 6:3, 4:6 |
| Iga Świątek                                                               | Karolína Muchová                                             | 6:3, 6:4      |
| Iga Świątek Jan Zieliński                                                 | Karolína Muchová Tomáš Macháč                                | 7:63, 6:3     |
| 2 1                                                                       | Datum: 1. Januar 2025 Austragungsort: Perth Belag: Hartplatz |               |

### Gruppe C
Austragungsort: Perth
Teams
- Kasachstan: WTA: Jelena Rybakina, Schibek Qulambajewa, ATP: Alexander Schewtschenko, Dmitri Popko, Alexander Nedowessow (Kapitän: Alexander Nedowessow)
- Griechenland: WTA: Maria Sakkari, Despina Papamichail, Valentini Grammatikopoulou, Sapfo Sakellaridi, ATP: Stefanos Tsitsipas, Stefanos Sakellaridis, Petros Tsitsipas (Kapitän: Theodoros Angelinos)
- Spanien: WTA: Jéssica Bouzas Maneiro, Marina Bassols Ribera, Yvonne Cavalle-Reimers, ATP: Pablo Carreño Busta, Carlos Taberner, Sergio Martos Gornés (Kapitän: José Antonio Sánchez de Luna)

| Pos. | Nation       | Bilanz | Matches | Sätze      | Spiele       |
| ---- | ------------ | ------ | ------- | ---------- | ------------ |
| 1    | Kasachstan   | 2:0    | 4:2     | 6:4 (60 %) | 61:57 (52 %) |
| 2    | Griechenland | 1:1    | 3:3     | 6:9 (40 %) | 30:34 (47 %) |
| 3    | Spanien      | 0:2    | 2:4     | 7:8 (47 %) | 64:59 (52 %) |

Kasachstan – Spanien
| \| 2 1 \| Datum: 27. Dezember 2024 Austragungsort: Perth Belag: Hartplatz \| |                                                                 |                    |
| Kasachstan                                                                   | Spanien                                                         | Ergebnis           |
| Alexander Schewtschenko                                                      | Pablo Carreño Busta                                             | 2:6, 1:6           |
| Jelena Rybakina                                                              | Jéssica Bouzas Maneiro                                          | 6:2, 6:3           |
| Jelena Rybakina Alexander Schewtschenko                                      | Yvonne Cavalle-Reimers Pablo Carreño Busta                      | 7:64, 6:72, [10:7] |
| 2 1                                                                          | Datum: 27. Dezember 2024 Austragungsort: Perth Belag: Hartplatz |                    |

Griechenland – Spanien
| \| 2 1 \| Datum: 28. Dezember 2024 Austragungsort: Perth Belag: Hartplatz \| |                                                                 |                  |
| Griechenland                                                                 | Spanien                                                         | Ergebnis         |
| Maria Sakkari                                                                | Jéssica Bouzas Maneiro                                          | 2:6, 1:6         |
| Stefanos Tsitsipas                                                           | Pablo Carreño Busta                                             | 6:4, 4:6, 6:3    |
| Maria Sakkari Stefanos Tsitsipas                                             | Yvonne Cavalle-Reimers Sergio Martos Gornés                     | 4:6, 6:3, [10:6] |
| 2 1                                                                          | Datum: 28. Dezember 2024 Austragungsort: Perth Belag: Hartplatz |                  |

Griechenland – Kasachstan
| \| 0 3 \| Datum: 30. Dezember 2024 Austragungsort: Perth Belag: Hartplatz \| |                                                                 |                  |
| Griechenland                                                                 | Kasachstan                                                      | Ergebnis         |
| Stefanos Tsitsipas                                                           | Alexander Schewtschenko                                         | 4:6, 6:70        |
| Maria Sakkari                                                                | Jelena Rybakina                                                 | 4:6, 3:6         |
| Despina Papamichail Petros Tsitsipas                                         | Schibek Qulambajewa Alexander Nedowessow                        | 6:2, 3:6, [6:10] |
| 0 3                                                                          | Datum: 30. Dezember 2024 Austragungsort: Perth Belag: Hartplatz |                  |

### Gruppe D
Austragungsort: Sydney
Teams
- Schweiz: WTA: Belinda Bencic, Conny Perrin, Céline Naef,  ATP: Dominic Stricker, Rémy Bertola, Jakub Paul, Kapitän: Sandra Naef
- Frankreich: WTA: Chloé Paquet, Léolia Jeanjean, Elixane Lechemia, ATP: Ugo Humbert, Corentin Moutet, Édouard Roger-Vasselin (Kapitän: Fabrice Martin)
- Italien: WTA: Jasmine Paolini, Sara Errani, Angelica Moratelli, ATP: Flavio Cobolli, Matteo Gigante, Andrea Vavassori (Kapitän: Renzo Furlan)

| Pos. | Nation     | Bilanz | Matches | Sätze       | Spiele       |
| ---- | ---------- | ------ | ------- | ----------- | ------------ |
| 1    | Italien    | 2:0    | 6:0     | 12:1 (92 %) | 78:44 (64 %) |
| 2    | Schweiz    | 1:1    | 2:4     | 4:8 (33 %)  | 52:61 (46 %) |
| 3    | Frankreich | 0:2    | 1:5     | 3:10 (23 %) | 49:74 (40 %) |

Frankreich – Schweiz
| \| 1 2 \| Datum: 27. Dezember 2024 Austragungsort: Sydney Belag: Hartplatz \| |                                                                  |           |
| Frankreich                                                                    | Schweiz                                                          | Ergebnis  |
| Chloé Paquet                                                                  | Belinda Bencic                                                   | 3:6, 1:6  |
| Ugo Humbert                                                                   | Dominic Stricker                                                 | 6:3, 7:5  |
| Elixane Lechemia Édouard Roger-Vasselin                                       | Belinda Bencic Dominic Stricker                                  | 1:6, 6:74 |
| 1 2                                                                           | Datum: 27. Dezember 2024 Austragungsort: Sydney Belag: Hartplatz |           |

Italien – Schweiz
| \| 3 0 \| Datum: 29. Dezember 2024 Austragungsort: Sydney Belag: Hartplatz \| |                                                                  |           |
| Italien                                                                       | Schweiz                                                          | Ergebnis  |
| Flavio Cobolli                                                                | Dominic Stricker                                                 | 6:3; 7:62 |
| Jasmine Paolini                                                               | Belinda Bencic                                                   | 6:1, 6:1  |
| Sara Errani Andrea Vavassori                                                  | Belinda Bencic Dominic Stricker                                  | 6:4, 6:4  |
| 3 0                                                                           | Datum: 29. Dezember 2024 Austragungsort: Sydney Belag: Hartplatz |           |

Italien – Frankreich
| \| 3 0 \| Datum: 31. Dezember 2024 Austragungsort: Sydney Belag: Hartplatz \| |                                                                  |           |
| Italien                                                                       | Frankreich                                                       | Ergebnis  |
| Flavio Cobolli                                                                | Ugo Humbert                                                      | 6:3, 7:62 |
| Jasmine Paolini                                                               | Chloé Paquet                                                     | 6:1, 6:1  |
| Sara Errani Andrea Vavassori                                                  | Elixane Lechemia Édouard Roger-Vasselin                          | 6:3, 7:63 |
| 3 0                                                                           | Datum: 31. Dezember 2024 Austragungsort: Sydney Belag: Hartplatz |           |

### Gruppe E
Austragungsort: Perth
Teams
- China: WTA: Gao Xinyu, Zhang Shuai, ATP: Zhang Zhizhen, Bai Yan, Sun Fajing (Kapitän: Wu Di)
- Brasilien: WTA: Beatriz Haddad Maia, Carolina Alves, Luisa Stefani, ATP: Thiago Monteiro, Gustavo Heide, Rafael Matos (Kapitän: Rafael Paciaroni)
- Deutschland: WTA: Laura Siegemund, Lena Papadakis, Vivian Heisen, ATP: Alexander Zverev, Daniel Masur, Tim Pütz (Kapitän: Alexander Zverev Sr.)

| Pos. | Nation      | Bilanz | Matches | Sätze       | Spiele       |
| ---- | ----------- | ------ | ------- | ----------- | ------------ |
| 1    | Deutschland | 2:0    | 5:1     | 11:4 (73 %) | 75:62 (55 %) |
| 2    | China       | 1:1    | 4:2     | 9:6 (60 %)  | 74:65 (53 %) |
| 3    | Brasilien   | 0:2    | 0:6     | 2:12 (14 %) | 59:81 (42 %) |

China – Brasilien
| \| 3 0 \| Datum: 27. Dezember 2024 Austragungsort: Perth Belag: Hartplatz \| |                                                                 |               |
| China Volksrepublik                                                          | Brasilien                                                       | Ergebnis      |
| Gao Xinyu                                                                    | Beatriz Haddad Maia                                             | 5:7, 6:4, 7:5 |
| Zhang Zhizhen                                                                | Thiago Monteiro                                                 | 6:3, 6:0      |
| Zhang Shuai Zhang Zhizhen                                                    | Carolina Alves Rafael Matos                                     | 6:4, 7:5      |
| 3 0                                                                          | Datum: 27. Dezember 2024 Austragungsort: Perth Belag: Hartplatz |               |

Deutschland – Brasilien
| \| 3 0 \| Datum: 29. Dezember 2024 Austragungsort: Perth Belag: Hartplatz \| |                                                                 |               |
| Deutschland                                                                  | Brasilien                                                       | Ergebnis      |
| Laura Siegemund                                                              | Beatriz Haddad Maia                                             | 6:3, 1:6, 6:4 |
| Alexander Zverev                                                             | Thiago Monteiro                                                 | 6:4, 6:4      |
| Laura Siegemund Tim Pütz                                                     | Carolina Alves Rafael Matos                                     | 7:68, 6:4     |
| 3 0                                                                          | Datum: 29. Dezember 2024 Austragungsort: Perth Belag: Hartplatz |               |

China – Deutschland
| \| 1 2 \| Datum: 30. Dezember 2024 Austragungsort: Perth Belag: Hartplatz \| |                                                                 |               |
| China Volksrepublik                                                          | Deutschland                                                     | Ergebnis      |
| Zhang Zhizhen                                                                | Alexander Zverev                                                | 6:2, 0:6, 2:6 |
| Gao Xinyu                                                                    | Laura Siegemund                                                 | 6:1, 3:6, 6:0 |
| Gao Xinyu Bai Yan                                                            | Laura Siegemund Alexander Zverev                                | 2:6, 6:72     |
| 1 2                                                                          | Datum: 30. Dezember 2024 Austragungsort: Perth Belag: Hartplatz |               |

### Gruppe F
Austragungsort: Sydney
Teams
- Australien: WTA: Olivia Gadecki, Destanee Aiava, Ellen Perez, ATP: Alex de Minaur, Omar Jasika, Matthew Ebden (Kapitän: Lleyton Hewitt)
- Argentinien: WTA: Nadia Podoroska, María Carlé, ATP: Tomás Martín Etcheverry, Thiago Agustín Tirante, Guido Andreozzi (Kapitän: Horacio de la Peña)
- Großbritannien: WTA: Katie Boulter, Lily Miyazaki, Olivia Nicholls, ATP: Billy Harris, Jan Choinski, Charles Broom (Kapitän: Alexander Ward)

| Pos. | Nation         | Bilanz | Matches | Sätze      | Spiele       |
| ---- | -------------- | ------ | ------- | ---------- | ------------ |
| 1    | Großbritannien | 1:1    | 3:3     | 7:5 (58 %) | 61:59 (51 %) |
| 2    | Argentinien    | 1:1    | 3:3     | 6:7 (46 %) | 60:61 (50 %) |
| 3    | Australien     | 1:1    | 3:3     | 6:6 (50 %) | 52:53 (50 %) |

Australien – Argentinien
| \| 1 2 \| Datum: 28. Dezember 2024 Austragungsort: Sydney Belag: Hartplatz \| |                                                                  |          |
| Australien                                                                    | Argentinien                                                      | Ergebnis |
| Olivia Gadecki                                                                | Nadia Podoroska                                                  | 2:6, 4:6 |
| Alex de Minaur                                                                | Tomás Martín Etcheverry                                          | 6:1, 6:4 |
| Ellen Perez Matthew Ebden                                                     | María Carlé Tomás Martín Etcheverry                              | 2:6, 4:6 |
| 1 2                                                                           | Datum: 28. Dezember 2024 Austragungsort: Sydney Belag: Hartplatz |          |

Großbritannien – Argentinien
| \| 2 1 \| Datum: 30. Dezember 2024 Austragungsort: Sydney Belag: Hartplatz \| |                                                                  |               |
| Vereinigtes Konigreich                                                        | Argentinien                                                      | Ergebnis      |
| Katie Boulter                                                                 | Nadia Podoroska                                                  | 6:2; 6:3      |
| Billy Harris                                                                  | Tomás Martín Etcheverry                                          | 6:3, 3:6, 2:6 |
| Katie Boulter Charles Broom                                                   | Nadia Podoroska Tomás Martín Etcheverry                          | 7:64, 7:5     |
| 2 1                                                                           | Datum: 30. Dezember 2024 Austragungsort: Sydney Belag: Hartplatz |               |

Großbritannien – Australien
| \| 1 2 \| Datum: 1. Januar 2025 Austragungsort: Sydney Belag: Hartplatz \| |                                                               |               |
| Vereinigtes Konigreich                                                     | Australien                                                    | Ergebnis      |
| Katie Boulter                                                              | Olivia Gadecki                                                | 6:2; 6:3      |
| Billy Harris                                                               | Tomás Martín Etcheverry                                       | 6:3, 3:6, 2.6 |
| Olivia Nicholls Charles Broom                                              | Olivia Gadecki Alex de Minaur                                 | 3:6, 6:73     |
| 1 2                                                                        | Datum: 1. Januar 2025 Austragungsort: Sydney Belag: Hartplatz |               |

## Rangliste der zweitplatzierten Teams
Der beste Zweitplatzierte pro Spielort für den Einzug ins Viertelfinale wurde zunächst anhand der Anzahl der gewonnenen Begegnungen ermittelt. Bei einem Gleichstand schied das Team aus, das insgesamt weniger Spiele (Einzel und Doppel) gespielt hatte. Wenn es weiterhin unentschieden stand, kam das Team mit den meisten Spielsiegen (Einzel und Doppel) weiter. Danach wurde bei Gleichstand die Platzierung wie folgt ermittelt: 1. der höchste Prozentsatz gewonnener Matches, 2. der höchste Prozentsatz gewonnener Sätze und 3. der höchste Prozentsatz gewonnener Spiele.

### Austragungsort: Perth
| Pos. | Nation       | Bilanz | Matches | Sätze       | Spiele       |
| ---- | ------------ | ------ | ------- | ----------- | ------------ |
| 1    | China        | 1:1    | 4:2     | 9:6 (60 %)  | 74:65 (53 %) |
| 2    | Kanada       | 1:1    | 3:3     | 7:7 (50 %)  | 30:34 (47 %) |
| 3    | Griechenland | 1:1    | 2:4     | 5:10 (33 %) | 56:68 (45 %) |

### Austragungsort: Sydney
| Pos. | Nation      | Bilanz | Matches | Sätze      | Spiele       |
| ---- | ----------- | ------ | ------- | ---------- | ------------ |
| 1    | Tschechien  | 1:1    | 3:3     | 7:7 (50 %) | 73:70 (51 %) |
| 2    | Argentinien | 1:1    | 3:3     | 6:7 (46 %) | 60:67 (47 %) |
| 3    | Schweiz     | 1:1    | 2:4     | 4:8 (33 %) | 53:61 (46 %) |

## K.o.-Runde

### Übersicht
| Viertelfinale | Viertelfinale  | Viertelfinale      |      |                    | Halbfinale | Halbfinale | Halbfinale |  |  | Finale | Finale | Finale |
|               |                |                    |      |                    |            |            |            |  |  |        |        |        |
| 1.1.          | Kasachstan     | 2                  |      |                    |            |            |            |  |  |        |        |        |
| Perth         | Deutschland    | 1                  |      |                    |            |            |            |  |  |        |        |        |
| Perth         | Deutschland    | 1                  | 4.1. | Kasachstan         | 0          |            |            |  |  |        |        |        |
|               |                |                    | 4.1. | Kasachstan         | 0          |            |            |  |  |        |        |        |
|               | Sydney         | Polen              | 3    |                    |            |            |            |  |  |        |        |        |
| 2.1.          | Sydney         | Polen              | 3    | Polen              | 3          |            |            |  |  |        |        |        |
| 2.1.          |                |                    |      | Polen              | 3          |            |            |  |  |        |        |        |
| Sydney        | Großbritannien | 0                  |      |                    |            |            |            |  |  |        |        |        |
| Sydney        | Großbritannien | 0                  | 5.1. | Polen              | 0          |            |            |  |  |        |        |        |
|               |                |                    |      | Polen              | 0          |            |            |  |  |        |        |        |
|               | Sydney         | Vereinigte Staaten | 2    |                    |            |            |            |  |  |        |        |        |
| 1.1.          | Sydney         | Vereinigte Staaten | 2    | Vereinigte Staaten | 3          |            |            |  |  |        |        |        |
| 1.1.          |                |                    |      | Vereinigte Staaten | 3          |            |            |  |  |        |        |        |
| Perth         | China          | 0                  |      |                    |            |            |            |  |  |        |        |        |
| Perth         | China          | 0                  | 4.1. | Vereinigte Staaten | 3          |            |            |  |  |        |        |        |
|               |                |                    | 4.1. | Vereinigte Staaten | 3          |            |            |  |  |        |        |        |
|               | Sydney         | Tschechien         | 0    |                    |            |            |            |  |  |        |        |        |
| 3.1.          | Sydney         | Tschechien         | 0    | Italien            | 1          |            |            |  |  |        |        |        |
| 3.1.          |                |                    |      | Italien            | 1          |            |            |  |  |        |        |        |
| Sydney        | Tschechien     | 2                  |      |                    |            |            |            |  |  |        |        |        |

### Viertelfinale
Kasachstan – Deutschland
| \| 2 1 \| Datum: 1. Januar 2025 Austragungsort: Perth, RAC Arena \| |                                                        |                |
| Kasachstan                                                          | Deutschland                                            | Ergebnis       |
| Jelena Rybakina                                                     | Laura Siegemund                                        | 6:3, 6:1       |
| Alexander Schewtschenko                                             | Daniel Masur                                           | 6:75, 6:2, 6:2 |
| Jelena Rybakina Alexander Schewtschenko                             | Laura Siegemund Tim Pütz                               | 2:6, 2:6       |
| 2 1                                                                 | Datum: 1. Januar 2025 Austragungsort: Perth, RAC Arena |                |

Polen – Großbritannien
| \| 3 0 \| Datum: 2. Januar 2025 Austragungsort: Sydney, Ken Rosewall Arena \| |                                                                  |                |
| Polen                                                                         | Vereinigtes Konigreich                                           | Ergebnis       |
| Hubert Hurkacz                                                                | Billy Harris                                                     | 7:63, 7:5      |
| Iga Świątek                                                                   | Katie Boulter                                                    | 6:74, 6:1, 6:4 |
| Iga Świątek Hubert Hurkacz                                                    | Katie Boulter Charles Broom                                      | 6:2, 7:63      |
| 3 0                                                                           | Datum: 2. Januar 2025 Austragungsort: Sydney, Ken Rosewall Arena |                |

USA – China
| \| 3 0 \| Datum: 1. Januar 2025 Austragungsort: Perth, RAC Arena \| |                                                        |                   |
| Vereinigte Staaten                                                  | China Volksrepublik                                    | Ergebnis          |
| Coco Gauff                                                          | Gao Xinyu                                              | 7:64, 6:2         |
| Taylor Fritz                                                        | Zhang Zhizhen                                          | 6:4, 6:4          |
| Coco Gauff Taylor Fritz                                             | Zhang Shuai Sun Fajing                                 | 6:3, 6:71, [10:3] |
| 3 0                                                                 | Datum: 1. Januar 2025 Austragungsort: Perth, RAC Arena |                   |

Italien – Tschechien
| \| 1 2 \| Datum: 3. Januar 2025 Austragungsort: Sydney, Ken Rosewall Arena \| |                                                                  |                  |
| Italien                                                                       | Tschechien                                                       | Ergebnis         |
| Jasmine Paolini                                                               | Karolína Muchová                                                 | 2:6, 2:6         |
| Flavio Cobolli                                                                | Tomáš Macháč                                                     | 1:6, 2:6         |
| Sara Errani Andrea Vavassori                                                  | Gabriela Knutson Patrik Rikl                                     | 7:5, 3:6, [10:4] |
| 1 2                                                                           | Datum: 3. Januar 2025 Austragungsort: Sydney, Ken Rosewall Arena |                  |

### Halbfinale
Kasachstan – Polen
| \| 0 3 \| Datum: 4. Januar 2025 Austragungsort: Sydney, Ken Rosewall Arena \| |                                                                  |           |
| Kasachstan                                                                    | Polen                                                            | Ergebnis  |
| Jelena Rybakina                                                               | Iga Świątek                                                      | 6:75, 4:6 |
| Alexander Schewtschenko                                                       | Hubert Hurkacz                                                   | 3:6, 2:6  |
| Schibek Qulambajewa Alexander Schewtschenko                                   | Maja Chwalińska Jan Zieliński                                    | 4:6, 1:6  |
| 0 3                                                                           | Datum: 4. Januar 2025 Austragungsort: Sydney, Ken Rosewall Arena |           |

USA – Tschechien
| \| 3 0 \| Datum: 4. Januar 2025 Austragungsort: Sydney, Ken Rosewall Arena \| |                                                                  |                   |
| Vereinigte Staaten                                                            | Tschechien                                                       | Ergebnis          |
| Coco Gauff                                                                    | Karolína Muchová                                                 | 6:1, 6:4          |
| Taylor Fritz                                                                  | Tomáš Macháč                                                     | 6:74, 6:5 Aufgabe |
| Coco Gauff Taylor Fritz                                                       | Desirae Krawczyk Denis Kudla                                     | 7:5, 6:0          |
| 3 0                                                                           | Datum: 4. Januar 2025 Austragungsort: Sydney, Ken Rosewall Arena |                   |

### Finale
Polen – USA
| \| 0 2 \| Datum: 5. Januar 2025 Austragungsort: Sydney, Ken Rosewall Arena \| |                                                                  |                |
| Polen                                                                         | Vereinigte Staaten                                               | Ergebnis       |
| Iga Świątek                                                                   | Coco Gauff                                                       | 4:6, 4:6       |
| Hubert Hurkacz                                                                | Taylor Fritz                                                     | 4:6, 7:5, 6:74 |
| Iga Świątek Hubert Hurkacz                                                    | Coco Gauff Taylor Fritz                                          | nicht gespielt |
| 0 2                                                                           | Datum: 5. Januar 2025 Austragungsort: Sydney, Ken Rosewall Arena |                |